# Kviteseid
Kviteseid (ældre navn «Hvitesjø», Hvidesø eller Hvidesøe, også skrevet Hviteseid) er en kommune i Vestfold og Telemark fylke i Norge. Den har et areal på 709 km², og en befolkning på 	2.448 (1. januar 2016). Den grænser i nordvest til Seljord, i øst til Nome, i syd til Drangedal, Nissedal og Fyresdal, og i vest til Tokke. Højeste punkt er Sveinsheii 1.142 moh.
Vigtige erhverv er skovdrift, jordbrug, turisme og vandkraft. Kviteseid ligger omkring Kviteseidvatnet. Kviteseidvatnet hænger sammen med Telemarkskanalen (Bandak-Nordsøkanalen) med sluseforbindelse helt ned til Skien. Morgedal – skisportens vugge – ligger i Kviteseid. Morgedal har et museum efter skipioneren Sondre Norheim og sydpolfarer Olav Bjaaland. Kviteseid har flere vintersportsteder, blandt andet Vrådal. Den olympiske ild til vinterlegene i Oslo 1952, Squaw Valley 1960 og Lillehammer 1994 blev tændt i Morgedal. 